# Rivière Apica
Pour les articles homonymes, voir Apica.
La rivière Apica est un cours d'eau, affluent de la rivière Pikauba, coulant  dans les municipalités régionales de comté (MRC) de Charlevoix et La Côte-de-Beaupré dans la Capitale-Nationale et dans la MRC  du Lac-Saint-Jean-Est au Saguenay–Lac-Saint-Jean dans la province de Québec au Canada.

## Géographie
La rivière Apica coule dans une vallée étroite et encaissée. Les visiteurs peuvent admirer le panorama à partir d'une halte routière aménagée à quelques kilomètres au nord du pont de la route 169 qui l'enjambe. Cette rivière s'avère l'émissaire d'un ensemble de petits lacs enlignés, situés au sud, le lac Micoine constituant sa tête. En fin de parcours, la rivière Apica passe au pied du mont Apica, culminant à 884 m. Le lac du même nom est situé au sud-ouest du mont Apica fait partie du bassin versant de la rivière aux Écorces.
La partie supérieure de la vallée de la rivière Apica est accessible par la route 169 (route d'Iberville).
La rivière Apica coupe la route 169 reliant Québec au lac Saint-Jean, à mi-chemin entre le lac Jacques-Cartier et la limite nord-ouest de la réserve faunique des Laurentides. Les principaux bassins versants voisins de la rivière Apica sont :
- côté nord : rivière Pikauba, ruisseau Félix, ruisseau Damasse, lac Suzor Côté, Petite rivière Pikauba ;
- côté est : rivière Pikauba, lac Godin, petite rivière Pikauba, rivière Cyriac ;
- côté sud : lac Mignault, ruisseau Madeleine, rivière Pikauba, rivière aux Écorces Nord-Est ;
- côté ouest : rivière aux Écorces, lac Paris, lac Jacqueline[2].

La rivière Apica prend sa source à la décharge du lac Mitchell (altitude : 777 m) dans Lac-Jacques-Cartier. À partir de ce lac le courant coule sur environ 15 km entièrement en zone forestière, avec une dénivellation de 275 m, selon les segments suivants :
- vers le nord-ouest notamment en traversant le lac Lemay (altitude : 719 m) jusqu'à sa décharge puis jusqu'à la décharge du lac Dagenay venant du sud-ouest puis jusqu'à la décharge du lac Molson venant du sud-ouest ;
- vers le nord en serpentant, jusqu'à la décharge du lac du Lédon venant du nord-est puis traverse la limite de Lac-Moncouche puis jusqu'à la limite de Mont-Apica jusqu'à la route 169 puis jusqu'à sa confluence rive gauche avec la rivière Pikauba dans Lac-Pikauba.

À partir de la confluence de la rivière Apica avec la rivière Pikauba, le courant descend successivement la rivière Pikauba  vers le nord-est puis le courant traverse le lac Kénogami vers le nord-est jusqu'au barrage de Portage-des-Roches puis suit le cours de la rivière Chicoutimi vers l'est puis le nord-est pour rejoindre le cours de la rivière Saguenay qui coule vers l'est jusqu'à Tadoussac où il se déverse dans l'estuaire du Saint-Laurent.

## Toponymie
Le Dictionnaire des rivières et lacs de la province de Québec (1914 et 1925) nomme ce cours d'eau « Rivière Upika ». La désignation toponymique de cette rivière parait sous la graphie « Upica » sur la carte de la province de Québec par Eugène Taché (1870), dans les Études de Stanislas Drapeau sur les développements de la colonisation du Bas-Canada (1863), et dans un rapport de 1850 du commissaire des Terres de la couronne, J. H. Price, avec l'orthographe « Upika ». Le terme innu « upica » signifie « il est resserré » en parlant d'un cours d'eau. Ce terme pourrait aussi signifier « courroie de portage », selon une interprétation connue jadis. Longtemps en usage, le nom « Upica » a été changé en 1961 pour « Apica » tout comme la nouvelle désignation « Mont Apica ». Cette montagne alors acquis une certaine notoriété à la suite de l'aménagement, à proximité, d'une station de radar, aujourd'hui désaffectée. Le toponyme "rivière Apica" a été officialisé le 6 juin 1973 à la Banque des noms de lieux de la Commission de toponymie du Québec.